# Gare de Domfront (Sarthe)
Pour les articles homonymes, voir Gare de Domfront.
La gare de Domfront (Sarthe) est une gare ferroviaire française de la ligne de Paris-Montparnasse à Brest, située sur le territoire de la commune de Domfront-en-Champagne, dans le département de la Sarthe, en région Pays de la Loire.
Elle est mise en service en 1855 par la Compagnie des chemins de fer de l'Ouest. C'est aujourd'hui une halte ferroviaire de la Société nationale des chemins de fer français (SNCF), desservie par des trains express régionaux du réseau TER Pays de la Loire, circulant entre Le Mans et Laval ou Rennes.

## Situation ferroviaire
Établie à 120 m d'altitude, la gare de Domfront est située au point kilométrique (PK) 231,174 de la ligne de Paris-Montparnasse à Brest, entre les gares ouvertes du Mans-Hôpital-Université et Conlie.

## Histoire
La compagnie des chemins de fer de l'Ouest met en service sa grande ligne de l'Ouest par sections au fur et à mesure de l'avancement des travaux. La station de Domfront est mise en service lors de l'ouverture du tronçon entre Le Mans et Laval le 14 août 1855 alors qu'une seule voie ferrée est alors posée. L'ouverture de la deuxième voie a lieu le 12 mai 1857.
En 1866, la gare de Domfront ne comporte qu'un seul bâtiment qui est la maison de garde-barrière du passage à niveau no 119. La compagnie réfute le vœu émis pour l'ouverture d'une gare à marchandises en argumentant, d'une part sur les frais des travaux à effectuer pour l'établir du fait de sa situation au fond d'une tranchée de 5 mètres de profondeur et d'autre part sur la présence d'une gare à marchandises à Conlie et du trop faible potentiel offert par les entreprises de la commune.
Au début du XXe siècle, avant 1917, la gare dispose, sur le bâtiment principal et sur l'abri de quai, de panneaux avec le nom de la gare en majuscules suivi de celui du département entre parenthèses « DOMFRONT (Sarthe) ».
En 2018, la SNCF estime la fréquentation annuelle de cette gare à 13 210 voyageurs. Ce nombre s'élève à 13 090 pour 2017.

## Service des voyageurs

### Accueil
Halte SNCF, c'est un point d'arrêt non géré (PANG) à entrée libre.

### Desserte
Domfront est desservie par des trains TER Pays de la Loire circulant entre les gares de Le Mans et Laval.

### Intermodalité
Un parking y est aménagé.

## Iconographie
Cartes postales anciennes :
- Domfront-en-Champagne - La Gare, photo Coul. J. Bouveyet, Le Mans (au début des années 1900)
- Domfront-en-Champagne (Sarthe) - La Gare, Photo édition J. Bouveret, Le Mans - Châteaudun (avant 1917).